# Geomorfologické členění Rakouska

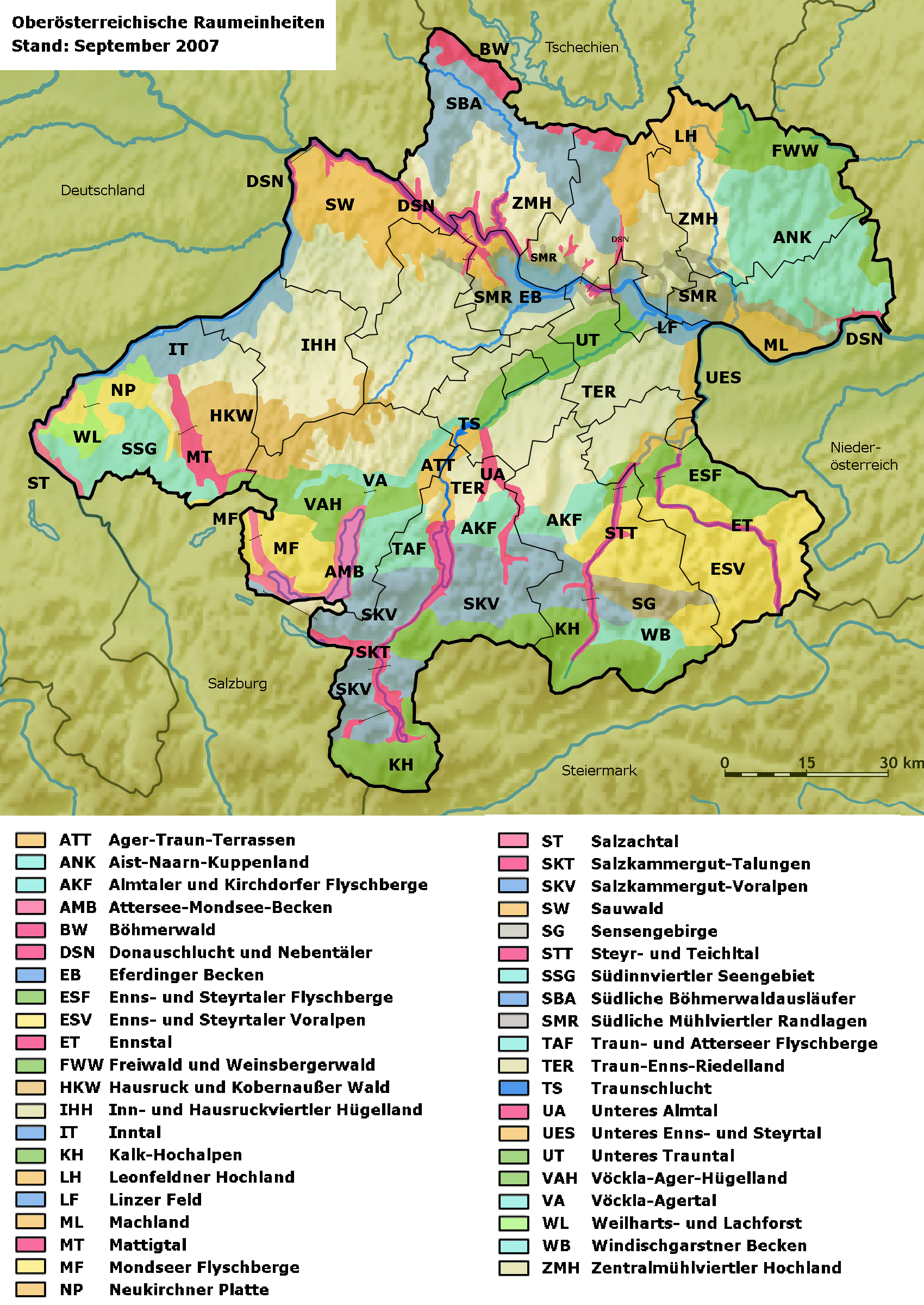

Geomorfologické nebo přírodní dělení Rakouska (německy naturräumliche Gliederung Österreichs) je možné vést podle různých autorů různě, s ohledem na geomorfologická, geologická, fytogeografická, zoologická, klimatologická a další kritéria. Na nejvyšší úrovni tzv. Großraumů („velkooblastí“, provincií) se rakouské území dělí na tři nestejně velké části:
- Alpy (60 % území státu; do Rakouska zasahují pouze Východní Alpy)
- Alpské a karpatské podhůří a okrajové pánve (30 % území)
- Česká vysočina (10 % území, v Rakousku též nazývaná Granit-Gneis-Hochland, tedy „Žulovo-rulová vysočina“)

Jednou z autorit, která navrhla členění Rakouska na tzv. naturraumy (přírodní oblasti), je Spolkový úřad životního prostředí (Umweltbundesamt). Níže uvedené celky vycházejí převážně z tohoto členění, pokud není řečeno jinak.
- Granit-Gneis-Hochland (Česká vysočina)
  - Mühlviertler Böhmerwald (Plöckenstein, 1379). Böhmerwald je vymezen „od Hornofalckého lesa na západě po Feldaist-Senke na východě a od České pánve na severu po Bavorský les, resp. Mühlviertler Hochland na jihu“; začíná na asi 600 m n. m.
  - Mühlviertler Hochland
  - Freiwald – Weinsberger Wald (Hohes Waldviertel mit Ostrong u. Jauerling)
    - Freiwald (Viehberg, 1112)
    - Weinsberger Wald (Weinsberg, 1041)
    - Ostrong (1061, nejvyšší bod Waldviertelu)
    - Jauerling (960)

  - Westliches Niederes Waldviertel, Litschauer Ländchen und Dunkelsteiner Wald (300-850 m)
  - Östliches Niederes Waldviertel inkl. Unteres Thayahochland, Horner Mulde und Manhartsberg (300-500 m)

Z hlediska českého členění patří uvedené oblasti pod Šumavskou subprovincii, akorát poslední oblast (Östliches Niederes Waldviertel) patří pod Českomoravskou subprovincii.
Václav Král používá pro rakouskou část České vysočiny podstatně hrubší členění, které se skládá pouze ze tří částí. Všechny tři sahají až k Dunaji, tj. např. Šumava zahrnuje i Mühlviertler Hochland:
- Šumava / Bayerischer Wald / Böhmerwald
- Novohradské hory / Freiwald und Weinsberger Wald
- Českomoravská vrchovina / Thaya-Hochland

Jižní hranici České vysočiny tvoří převážně Dunaj, ale na několika místech jeho tok proráží úzké soutěsky skrz Českou vysočinu, jejíž výběžky pak leží i na jeho pravém břehu. Patří k nim např. Sauwald, Kürnberger Wald, Neustadtler Platte, Hiesberg a Dunkelsteiner Wald.
V centrálních částech České vysočiny převažuje žula, rula se objevuje více na západním a východním okraji.
- Vorländer und randalpine Becken (Podhůří a pánve na okraji Alp)
  - Rheintal mit Bodenseegebiet (Údolí Rýna a oblast Bodamského jezera)
  - Nördliches Alpenvorland (Severní podhůří Alp)
    - Moränenland (Oblast morén, tj. západní část)
      - Salzburgisches Vorland (Salcburské podhůří)
      - Innviertler- und Hausruckviertler Hügelland
        - Innviertler Hügelland (Innviertelská pahorkatina)
        - Hausruckviertler Hügelland und Eferdinger Becken (Hausruckviertelská pahorkatina a Eferdingská pánev)

      - Hausruck und Kobernaußerwald
      - Unteres Trauntal inkl. Welser Heide und Donautal bei Linz
      - Traun-Enns-Platte (Traunsko-ennská plošina)

    - Terrassenland (Terasová oblast, tj. východní část)
      - Terrassenland des Alpenvorlandes zwischen Enns und Tullner Feld (Terasy alpského podhůří mezi Ennsem a Tullnským polem)
      - Tullner Feld und Korneuburger Becken (Tullnské pole a Korneuburská pánev)

    - Karpatenvorland (Karpatské podhůří)
      - Weinviertel und Marchfeld (Weinviertel a Moravské pole)
        - Westliches Weinviertel (Západní Weinviertel)
        - Klippenzone (skalní výchozy)
        - Östliches Weinviertel und Marchfeld (Východní Weinviertel a Moravské pole)

    - Südliches Wiener Becken (Jižní Vídeňská pánev)
      - Kalkschotterfächer des Steinfeldes (Vápenno-štěrkové usazeniny Steinfeldu)
      - Feuchte Ebene (Vlhká rovina)

    - Südöstliches Vorland (Jihovýchodní podhůří, tj. okraj Panonské pánve
      - Weststeirisches Hügelland und Ostmurisches Grabenland
        - Weststeirisches Hügelland (Západoštýrská pahorkatina)
        - Ostmurisches Grabenland (Východomurská brázda)

      - Oststeirisches und Südburgenländisches Hügelland (Východoštýrská a jihoburgenlandská pahorkatina)
      - Mittelburgenländische Bucht (Oberpullendorfer Bucht) (Středoburgenlandská nížina)
      - Nordburgenländische Bucht (Eisenstädter Bucht) (Eisenstadtská nížina)
      - Grazer Feld inkl. Leibnitzer-, Murecker- und Radkersburger Feld (Štýrskohradecké pole)

Alpské podhůří je tvořeno molasou, tedy třetihorními usazeninami na severním okraji Alp. Stejný původ mají i horniny Vídeňské pánve a Karpatského podhůří. Karpatské podhůří je od alpského odděleno Tullnským polem (Tullner Feld) u Dunaje. Vídeňská pánev je tektonická proláklina mezi Alpami a Karpaty. Obsahuje molasu, konkrétně písek, slín (Mergel) a Tegel (vápenatá hornina obsahující slín a jíl). Vídeňskou pánev se zbytkem Panonské pánve spojují brány Devínská brána (Hainburger Pforte), Brucker Pforte a Wiener Neustädter Pforte.
- (Ost)Alpen (Východní Alpy)
  - Nordalpen (Nördliche Kalkalpen, Severní vápencové Alpy)
  - Zentralalpen (Střední břidlicové Alpy)
  - Südalpen (Südliche Kalkalpen, Jižní vápencové Alpy)

Flyšové partie sestávají z pískovců a slínů. V Severních vápencových Alpách převažují vápence a dolomity triasového stáří, pod nimi i jurské. Střední Alpy jsou budované kyselými přeměněnými horninami, např. rulami a krystalickými břidlicemi, pod nimi někdy i vápenci a dolomity.